# Explosionen i Yinchuan 2023
Explosionen i Yinchuan 2023 inträffade den 21 juni på kvällen under drakbåtsfestivalen på en restaurang i Yinchuan i regionen Ningxia i nordvästra Kina. Den orsakades av en läcka och dödade 31 personer. Olyckan var den dödligaste i Kinas historia sedan 2019, då en kemisk fabrik exploderade och dödade 78 personer i Xiangshui.

## Händelseförlopp

### Explosionen
Enligt Kinas statliga TV-nätverk CCTV, skedde explosionen runt 20:40 lokal tid på en livfull gata efter en gasolläcka inne på Fuyangs barbecuerestaurangs kök. Myndigheter utreder läckans orsak. Minst 31 personer dog och 7 personer skadades, varav de flesta gymnasieelever och pensionärer. Huvudsakliga dödsorsaken var rökinandning. Krishanteringsminstret uppgav att 100 personer och 20 fordon från räddningstjänsten tillkallades till platsen.

### Utredningen
Lokal media rapporterade, enligt räddningstjänstens undersökning, att en anställd kände lukten av en läcka ungefär en timme före explosionen. Därefter upptäckte den anställda en skadad ventil och höll på att byta ut den när explosionen inträffade. Polisen anhöll 9 personer, bland annat ägaren, aktieägare och personal, medan deras finansiella tillgångar frystes.

## Reaktioner
Kinas högsta ledare, generalsekreterare och president Xi Jinping, uppmanade sjukvård till de skadade och förbättrade säkerhetsåtgärder. Under natten den 22 juni 2023 utlovade Yinchuans lokala myndigheter utredningar inom liknande områden för att undvika framtida olyckor.